# Салтівський район
Салтівський район (1937-1961 — Сталінський, 1961—2022 — Московський) — адміністративний район у східній частині міста Харкова. Утворений 2 вересня 1937 року. Найбільший за населенням адміністративний район міста Харкова. З 11 травня 2022 року має сучасну назву.

## Загальні відомості
Площа зеленої зони — 462 га. Площа доріг району — 1581 тис. м².
Салтівський район розміщується від центра міста на північний схід та межує на північному заході з Київським, на південному заході — із Основ'янським, на півдні — з Слобідським і Немишлянським районами, на сході та північному сході — з Харківським районом області.

## Історія
Салтівський район міста Харкова створений 02 вересня 1937 року під назвою Сталінський. З 14 вересня 1961 по 11 травня 2022 року називався Московським районом, названий так на честь столиці СРСР (Росії) — Москви.
11 травня 2022 року на позачерговій сесії Харківської міської ради Московський район, дерусифіковано та перейменовано на Салтівський.

### Герб
Поле англійського (чотирикутного з гострою основою) щита увігнуто пересічене й унизу розсічене; у верхньому зеленому полі герб Харкова: кадуцей (золотий жезл зі срібними крилами, обвитий срібними зміями) і ріг достатку, наповнений плодами і квітами, навхрест; у другому лазуровому полі — будівлі, що зображають архітектурний ансамбль району, в третьому помаранчевому полі — шестерня, всередині якої знак атома.

## Промисловість і торгівля
У районі працюють 33 промислових підприємства, серед них відомі далеко за межами України — АТ «Автрамат», ЗАТ «Хлібозавод «Салтівський», АТ «ХЕЛЗ», ТОВ «Промелектро».

## Освіта та наука
У Салтівському районі діють 8 НДІ, серед яких провідні у своїх галузях — Науково-дослідний та проєктно-конструкторський інститут технології електромашинобудування, Науково-дослідний інститут лазерних технологій, Науково-дослідний інститут неврології, психіатрії та наркології, Науково-дослідний інститут охорони здоров'я дітей і підлітків.
Система освіти в районі представлена всіма видами навчальних закладів:
- Навчально-науковий інститут «Інститут державного управління» ХНУ імені В.Н. Каразіна;
- Український державний університет залізничного транспорту;
- сім професійно-технічних навчальних закладів та навчально-виробничий центр фахової освіти № 2, у яких навчаються близько 7 тис. підлітків.

У районі діють 37 загальноосвітніх шкіл, у яких навчається близько 25 тис. дітей, у тому числі близько 600 дітей — у приватних школах, працює понад 2 500 педагогів. У школах створені 11 музеїв військово-патріотичного виховання й історико-краєзнавчого напрямку.
Дошкільних навчальних установ, у яких виховується понад 6 тис. дітей, — 32 одиниці, із них:
- 27 — загального розвитку;
- три — комбінованого типу;
- один — санаторного типу;
- один — спеціалізованого типу.

## Культура та туризм
У районі діє 23 установи культури, у тому числі:
- підлітковий клуб «Ровесник» (з філією «Зміна» та ОСП);
- дитяча художня школа № 2 імені Левченка;
- дитяча музична школа № 15 імені Моцарта з однією філією;
- дитяча школа мистецтв № 3 з двома філіями;
- центральна бібліотечна мережа, що об'єднує 13 масових бібліотек, книжковий фонд яких становить понад 100 тис. екземплярів;
- Палац культури НПП «ХЕМЗ».

На території району розташовані:
- міський музей ім. К. І. Шульженко;
- працює Харківська обласна пожежно-технічна виставка, єдиний в Україні районний музей-діорама «Афганістан — як це було», експозиція історії Салтівського району.

## Охорона здоров'я
У де'яти лікувально-профілактичних установах району надається медична допомога близько 370 тис. жителів Салтівського, Немишлянського, Слобідського та Київського районів міста Харкова.

## Спорт та позашкільна діяльність
У районі діють дві спортивні школи (ДЮСШ № 4, 13), клуб юних моряків, центр позашкільної освіти «Мрія», у яких займаються близько 5,5 тис. дітей.
За місцем проживання працюють близько 10 клубів, які відвідують близько 2 тис. підлітків.
На території району розташований Харківський міський палац дитячої та юнацької творчості, де організовані різноманітні спортивні секції, гуртки, творчі колективи, в яких займаються понад 5 тис. дітей.

## Житлове господарство
У районі експлуатуються 5 966 будинків, загальною площею 5,4 млн м². Довжина мереж зовнішнього вуличного освітлення понад 300 км.